# 愛上我吧
《愛上我吧》（英語：Gimme Gimme）是2001年上映的一部香港青春愛情電影，由劉國昌執導，陳自瑤、徐天佑、蕭宇樺、袁卓威及羅慧英主演。電影講述一群年輕人之間的錯綜複雜的愛情故事。羅慧英憑本片榮獲第38屆金馬獎最佳女配角。

## 劇情
同班同學Lobo（徐天佑 飾）和水撥（蕭宇樺 飾）情同手足，與其他同學打成一片。他們的共同朋友沙士（袁卓威 飾）身邊圍繞著很多不同的女孩，其中一個是Fion（羅慧英飾）。某日，Fion在街頭和男友吵架，因緣際遇結識了單純少女小白（陳自瑤飾），二人很快成為了好友。小白其後透過Fion結識了水撥和Lobo，開展了一場錯綜複雜的愛情故事。
原來水撥之前已在球場碰到過小白，對她一見鍾情，如今再度碰面更使水撥心中泛起漣漪。他向死黨Lobo表明心跡，希望得到幫助把小白追到手，Lobo一口答應，更教好兄弟追女。然而，小白喜歡的是Lobo，主動約他逛街買滑板，而日子漸長下Lobo也對小白漸生愛意......

## 角色
| 演員   | 角色     | 備註                 |
| 陳自瑤 | 小白     | 純真少女，Fion之友   |
| 徐天佑 | Lobo     | 水撥的死黨，愛上小白 |
| 蕭宇樺 | 水撥     | Lobo的死黨，愛上小白 |
| 袁卓威 | 沙示     |                      |
| 羅慧英 | Fion     | 小白之友             |
| 利靜怡 | Mo       |                      |
| 賴嘉賢 | Ken      |                      |
| 何詠漩 | Suki     |                      |
| 區志偉 | Tim      |                      |
| 鄺家銘 | Ben      |                      |
| 紀鈴詩 | Daisy    |                      |
| 譚伊婷 | Winnie   |                      |
| 張凱兒 | 沙示女友 |                      |

## 電影歌曲

### 主題曲
| 歌名            | 演唱者 | 作曲   | 填詞   | 編曲   |
| 〈如果我會飛〉  | 岳薇   | 鍾志榮 | 林夕   | 褚鎮東 |
| 〈Love impact〉 | 岳薇   | 鍾志榮 | 陳少琪 | 柳重言 |

### 插曲
| 歌名                  | 演唱者 | 作曲   | 填詞   | 編曲                                  |
| 〈流轉記憶〉          | 袁卓威 | 袁卓威 | 袁卓威 | 何永志                                |
| 〈愛情 evergreen〉    | 袁卓威 | 袁卓威 | 袁卓威 | Dead Fish & Little Dog Studio、何永志 |
| 〈感受〉              | 袁卓威 | 袁卓威 | 袁卓威 | 何永志                                |
| 〈Fuk Ga La Meet Gi〉 | 袁卓威 | 袁卓威 | 袁卓威 | 何永志                                |

## 獎項
| 年份 | 頒獎典禮              | 獎項         | 名字               | 結果 |
| ---- | --------------------- | ------------ | ------------------ | ---- |
| 2001 | 第38届金馬獎          | 最佳劇情片   | 一百年電影有限公司 | 提名 |
| 2001 | 第38届金馬獎          | 最佳女配角   | 羅慧英             | 獲獎 |
| 2001 | 第38届金馬獎          | 最佳新演員   | 羅慧英             | 提名 |
| 2001 | 第38届金馬獎          | 最佳原著劇本 | 謝魯駟             | 提名 |
| 2002 | 第7屆香港電影金紫荊獎 | 最佳影片     |                    | 提名 |
| 2002 | 第7屆香港電影金紫荊獎 | 最佳女配角   | 羅慧英             | 提名 |

## 外部連結
- 香港影庫上《愛上我吧》的資料（繁體中文）
- 開眼電影網上《愛上我吧》的資料（繁體中文）
- 时光网上《愛上我吧》的資料（简体中文）
- 豆瓣电影上《愛上我吧》的資料 （简体中文）
- 互联网电影数据库（IMDb）上《愛上我吧》的资料（英文）